# بلغوث (كورنوال)
بلغوث (بالإنجليزية: Polgooth)‏ هي قرية تقع في المملكة المتحدة في كورنوال.